# Haggölen (Byarums socken, Småland)
Haggölen är en sjö i Vaggeryds kommun i Småland och ingår i Lagans huvudavrinningsområde.